# Onthophagus caprai
Onthophagus caprai är en skalbaggsart som beskrevs av Frey 1956. Onthophagus caprai ingår i släktet Onthophagus och familjen bladhorningar. Inga underarter finns listade i Catalogue of Life.